# Мадрис Родригес, Хосе
Хосе́ Мадри́с Родри́гес (21 июля 1867, Леон (Никарагуа) — 14 мая 1911, Мехико, Мексика) — никарагуанский государственный и политический деятель. Президент Никарагуа (1909—1910). Адвокат.

## Биография
В 1893—1895 годах был членом правительства.
После того, как президент Хосе́ Са́нтос Села́я Ло́пес перед лицом вооруженной контрреволюции и оппозиции Соединённых Штатов подал в отставку 21 декабря 1909 года, он, назначенный конгрессом, занял пост президента страны. Несмотря на отставку Селая гражданская война в Никарагуа продолжалась. Мадрис пытался организовать антиимпериалистическую борьбу против интересов США, но активная североамериканская интервенция в пользу олигархических политиков и повстанцев оказалась непреодолимой.
В августе 1910 года Мадрис отправился в изгнание в Мексику, где и умер. В ноябре 1965 года его останки были перевезены в Никарагуа.

## Память
- В 1936 году вновь созданный в северо-западной части Никарагуа департамент Нуэва Сеговия был назван именем Мадриса.